# Bill Russell NBA Finals Most Valuable Player Award

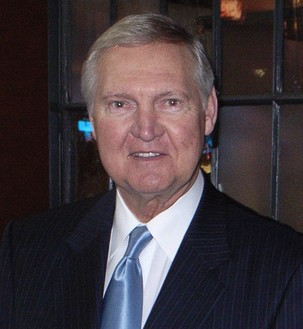
Jerry West, primo vincitore ed unico della squadra seconda classificata

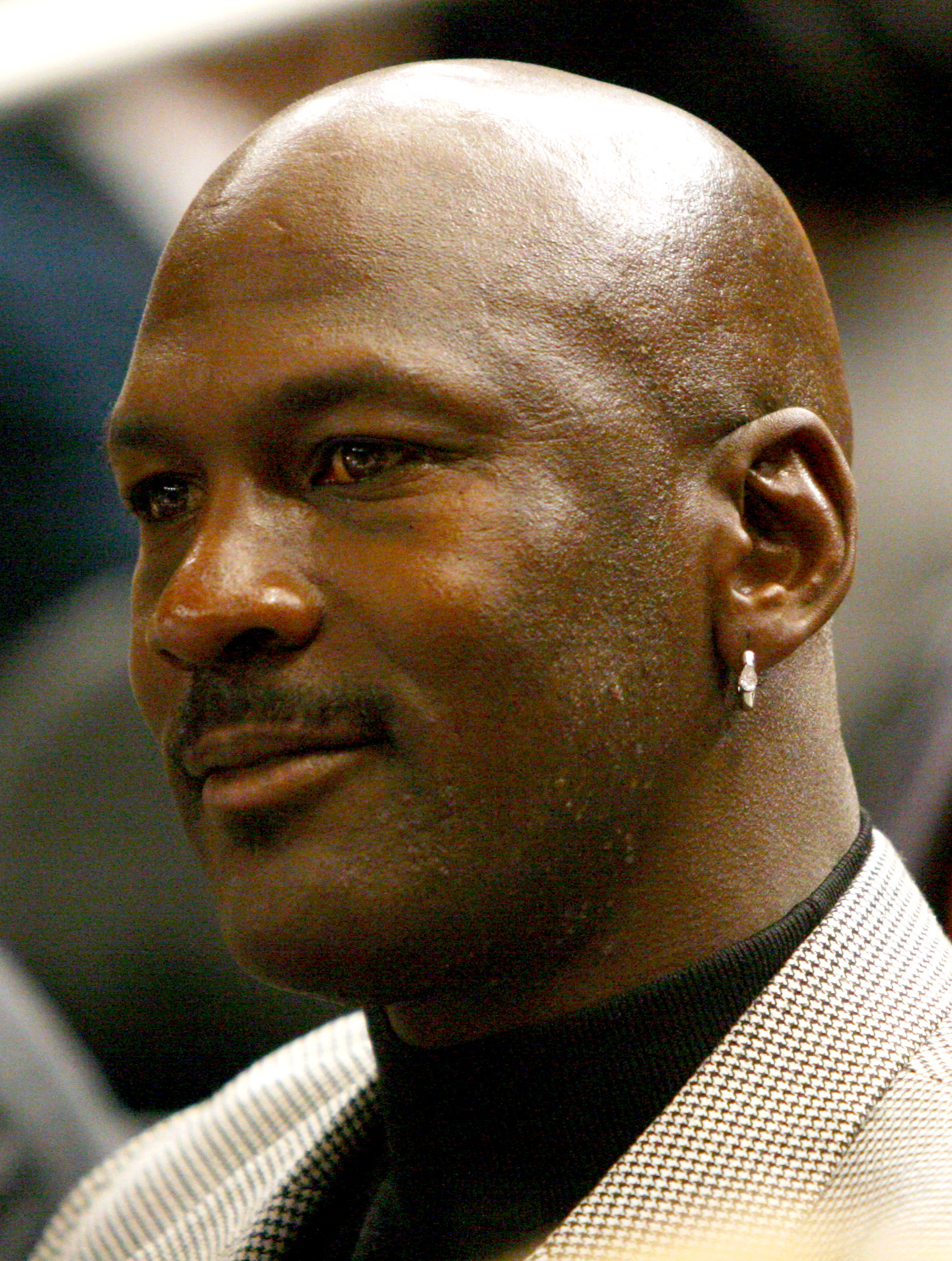
Michael Jordan, sei volte vincitore

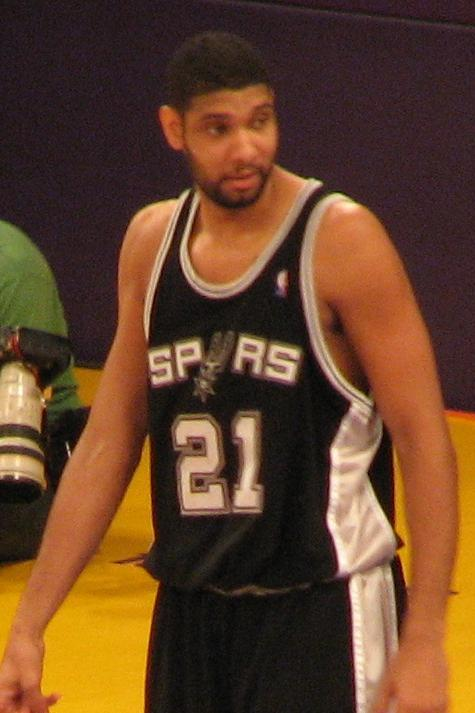
Tim Duncan, tre volte vincitore

Il Bill Russell NBA Finals Most Valuable Player Award (chiamato in precedenza NBA Finals Most Valuable Player Award) è il premio conferito dalla National Basketball Association al miglior giocatore delle finali. Il premio venne istituito nella stagione 1968-1969.
Il 14 febbraio 2009, durante la conferenza stampa del NBA All-Star Weekend 2009, a Phoenix, il commissioner della NBA, David Stern, annunciò che il premio fino a quel momento denominato NBA Finals Most Valuable Player Award sarebbe stato dedicato a Bill Russell, 11 volte (record assoluto) campione NBA. Russell (presente alla conferenza stampa) vinse 10 dei suoi titoli con i Boston Celtics prima del 1969 (quando il premio fu introdotto) e, in occasione della vittoria del suo ultimo titolo (ottenuto, per il secondo anno di fila, in qualità di allenatore-giocatore dei Celtics), il premio di miglior giocatore delle finali NBA 1969 andò a Jerry West. Il cestista dei Los Angeles Lakers rimane tuttora l'unico vincitore di questo premio la cui squadra ha perso la finale.
Il giocatore ad aver vinto il maggior numero di trofei (6) è Michael Jordan, che se li è aggiudicati tutti con i Chicago Bulls (1991-1993, 1996-1998). L'unico giocatore ad aver vinto questo premio nell'anno da rookie è stato Magic Johnson nelle finali del 1980. Al termine della stagione 2020, LeBron James è diventato il primo ed unico giocatore della storia NBA ad aggiudicarsi il titolo con tre franchigie diverse.

## Vincitori
|  | Eletto nella Basketball Hall of Fame |

| Anno | Giocatore               | Nazionalità          | Squadra             |
| ---- | ----------------------- | -------------------- | ------------------- |
| 1969 | Jerry West              | Stati Uniti          | L.A. Lakers         |
| 1970 | Willis Reed             | Stati Uniti          | N.Y. Knicks         |
| 1971 | Kareem Abdul-Jabbar     | Stati Uniti          | Milwaukee Bucks     |
| 1972 | Wilt Chamberlain        | Stati Uniti          | L.A. Lakers         |
| 1973 | Willis Reed (2)         | Stati Uniti          | N.Y. Knicks         |
| 1974 | John Havlicek           | Stati Uniti          | Boston Celtics      |
| 1975 | Rick Barry              | Stati Uniti          | G.S. Warriors       |
| 1976 | Jo Jo White             | Stati Uniti          | Boston Celtics      |
| 1977 | Bill Walton             | Stati Uniti          | Portland T. Blazers |
| 1978 | Wes Unseld              | Stati Uniti          | Washington Bullets  |
| 1979 | Dennis Johnson          | Stati Uniti          | Seattle S.Sonics    |
| 1980 | Magic Johnson           | Stati Uniti          | L.A. Lakers         |
| 1981 | Cedric Maxwell          | Stati Uniti          | Boston Celtics      |
| 1982 | Magic Johnson (2)       | Stati Uniti          | L.A. Lakers         |
| 1983 | Moses Malone            | Stati Uniti          | Philadelphia 76ers  |
| 1984 | Larry Bird              | Stati Uniti          | Boston Celtics      |
| 1985 | Kareem Abdul-Jabbar (2) | Stati Uniti          | L.A. Lakers         |
| 1986 | Larry Bird (2)          | Stati Uniti          | Boston Celtics      |
| 1987 | Magic Johnson (3)       | Stati Uniti          | L.A. Lakers         |
| 1988 | James Worthy            | Stati Uniti          | L.A. Lakers         |
| 1989 | Joe Dumars              | Stati Uniti          | Detroit Pistons     |
| 1990 | Isiah Thomas            | Stati Uniti          | Detroit Pistons     |
| 1991 | Michael Jordan          | Stati Uniti          | Chicago Bulls       |
| 1992 | Michael Jordan (2)      | Stati Uniti          | Chicago Bulls       |
| 1993 | Michael Jordan (3)      | Stati Uniti          | Chicago Bulls       |
| 1994 | Hakeem Olajuwon         | Stati Uniti/ Nigeria | Houston Rockets     |
| 1995 | Hakeem Olajuwon (2)     | Stati Uniti/ Nigeria | Houston Rockets     |
| 1996 | Michael Jordan (4)      | Stati Uniti          | Chicago Bulls       |
| 1997 | Michael Jordan (5)      | Stati Uniti          | Chicago Bulls       |
| 1998 | Michael Jordan (6)      | Stati Uniti          | Chicago Bulls       |
| 1999 | Tim Duncan              | Stati Uniti          | San Antonio Spurs   |
| 2000 | Shaquille O'Neal        | Stati Uniti          | L.A. Lakers         |
| 2001 | Shaquille O'Neal (2)    | Stati Uniti          | L.A. Lakers         |
| 2002 | Shaquille O'Neal (3)    | Stati Uniti          | L.A. Lakers         |
| 2003 | Tim Duncan (2)          | Stati Uniti          | San Antonio Spurs   |
| 2004 | Chauncey Billups        | Stati Uniti          | Detroit Pistons     |
| 2005 | Tim Duncan (3)          | Stati Uniti          | San Antonio Spurs   |
| 2006 | Dwyane Wade             | Stati Uniti          | Miami Heat          |
| 2007 | Tony Parker             | Francia              | San Antonio Spurs   |
| 2008 | Paul Pierce             | Stati Uniti          | Boston Celtics      |
| 2009 | Kobe Bryant             | Stati Uniti          | L.A. Lakers         |
| 2010 | Kobe Bryant (2)         | Stati Uniti          | L.A. Lakers         |
| 2011 | Dirk Nowitzki           | Germania             | Dallas Mavericks    |
| 2012 | LeBron James            | Stati Uniti          | Miami Heat          |
| 2013 | LeBron James (2)        | Stati Uniti          | Miami Heat          |
| 2014 | Kawhi Leonard           | Stati Uniti          | San Antonio Spurs   |
| 2015 | Andre Iguodala          | Stati Uniti          | G.S. Warriors       |
| 2016 | LeBron James (3)        | Stati Uniti          | Cleveland Cavaliers |
| 2017 | Kevin Durant            | Stati Uniti          | G.S. Warriors       |
| 2018 | Kevin Durant (2)        | Stati Uniti          | G.S. Warriors       |
| 2019 | Kawhi Leonard (2)       | Stati Uniti          | Toronto Raptors     |
| 2020 | LeBron James (4)        | Stati Uniti          | L.A. Lakers         |
| 2021 | Giannīs Antetokounmpo   | Grecia               | Milwaukee Bucks     |
| 2022 | Stephen Curry           | Stati Uniti          | G.S. Warriors       |
| 2023 | Nikola Jokić            | Serbia               | Denver Nuggets      |
| 2024 | Jaylen Brown            | Stati Uniti          | Boston Celtics      |
| 2025 | Shai Gilgeous-Alexander | Canada               | Oklahoma Thunder    |

## Plurivincitori
| Titoli | Giocatore           | Squadra                                      | Anno                               |
| ------ | ------------------- | -------------------------------------------- | ---------------------------------- |
| 6      | Michael Jordan      | Chicago Bulls                                | 1991, 1992, 1993, 1996, 1997, 1998 |
| 4      | LeBron James        | Miami Heat, Cleveland Cavaliers, L.A. Lakers | 2012, 2013, 2016, 2020             |
| 3      | Magic Johnson       | L.A. Lakers                                  | 1980, 1982, 1987                   |
| 3      | Shaquille O'Neal    | L.A. Lakers                                  | 2000, 2001, 2002                   |
| 3      | Tim Duncan          | San Antonio Spurs                            | 1999, 2003, 2005                   |
| 2      | Willis Reed         | N.Y. Knicks                                  | 1970, 1973                         |
| 2      | Kareem Abdul-Jabbar | Milwaukee Bucks, L.A. Lakers                 | 1971, 1985                         |
| 2      | Larry Bird          | Boston Celtics                               | 1984, 1986                         |
| 2      | Hakeem Olajuwon     | Houston Rockets                              | 1994, 1995                         |
| 2      | Kobe Bryant         | L.A. Lakers                                  | 2009, 2010                         |
| 2      | Kevin Durant        | G.S. Warriors                                | 2017, 2018                         |
| 2      | Kawhi Leonard       | San Antonio Spurs, Toronto Raptors           | 2014, 2019                         |

## Accoppiata NBA Finals MVP e MVP stagionale
Questi sono i giocatori che si sono aggiudicati nello stesso anno il premio di miglior giocatore della regular season e delle Finali dei playoff (vincendo in tutte le occasioni anche il titolo NBA e completando quindi la triple crown):
- Willis Reed (1970)
- Lew Alcindor (1971)
- Moses Malone (1983)
- Larry Bird (1984, 1986)
- Magic Johnson (1987)
- Michael Jordan (1991, 1992, 1996 e 1998)
- Hakeem Olajuwon (1994)
- Shaquille O'Neal (2000)
- Tim Duncan (2003)
- LeBron James (2012, 2013)
- Shai Gilgeous-Alexander (2025)